# Figma
Figma (フィグマ?) è una linea di action figure giapponesi prodotte dalla Max Factory e distribuite dalla Good Smile Company. Un gran numero di questi prodotti sono basati su personaggi bishōjo di anime e manga, e vengono venduti con numerosi accessori, come visi e mani sostituibili per fare assumere alle action figure pose diverse. occasionalmente sono state prodotte figma su altri soggetti, come sulle mascotte della linea di software Vocaloid, dai videogiochi Touhou Project, sul protagonista del popolare meme giapponese, Billy Herrington e sul cantante statunitense Michael Jackson.
Nel 2008 tre figma erano tra gli action figure più venduti dell'anno in Giappone, secondo i rilevamenti di Amazon.com. Rob Bricken, recensore di Anime News Network ha descritto la linea Figma come "[una] delle più prolifiche (e ragionevolmente economiche) linee di figure sugli anime in giro".
Il primo figma lanciato sul mercato è stata una Haruhi Suzumiya in versione speciale, basata sul videogioco per PlayStation 2 Suzumiya Haruhi no tomadoi e venduta in abbinamento con il videogioco. Il figma successivo, uscito normalmente nei negozi è stato invece Yuki Nagato.